# Mark Malloch Brown, Baron Malloch-Brown

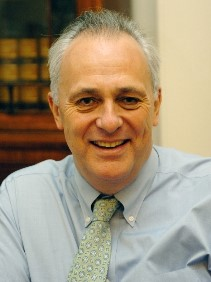
Mark Malloch Brown, Baron Malloch-Brown, 2007

George Mark Malloch Brown, Baron Malloch-Brown, KCMG, PC (* 16. September 1953 in London) ist ein britischer Journalist, Ökonom und Politiker. Er war von Juni 2007 bis Oktober 2009 Staatsminister für Afrika, Asien und die Vereinten Nationen in der Regierung von Gordon Brown. Davor war er von 1994 bis 2006 bei den UN tätig, zuletzt als stellvertretender UN-Generalsekretär.

## Laufbahn
Malloch Brown besuchte das Marlborough College und studierte danach Geschichte am Magdalene College in Cambridge. Das Studium schloss er mit einem Master's Degree in Politologie an der University of Michigan ab.
Er begann seine Karriere im Journalismus als politischer Korrespondent der Zeitschrift The Economist (1977–1979) und Gründungsherausgeber des Economist Development Report.  Von 1986 bis 1994 war er führender internationaler Partner in der Sawyer-Miller Group, bevor er zum UN-Flüchtlingshochkommisariat wechselte, für das er in Thailand die Einsätze für kambodschanische Flüchtlinge leitete.
Malloch Brown bekleidete von 1999 bis 2005 die im Allgemeinen als dritthöchste Funktion der UN angesehene Position des UNDP-Administrators. Zuvor hatte er leitende Funktionen bei der Weltbank inne, u. a. als Vizepräsident für Externe Angelegenheiten. In dieser Funktion war er auch für die Beziehungen zu den Vereinten Nationen zuständig.
Er folgte am 1. April 2006 der Kanadierin Louise Fréchette als Stellvertretender Generalsekretär der Vereinten Nationen nach, nachdem er zuvor Kabinettschef des amtierenden Generalsekretärs Kofi Annan gewesen war. Diese Position hatte er bis zum Ende von Annans Amtszeit im Dezember 2006 inne.
Am 27. Juni 2007 wurde angekündigt, dass Malloch Brown dem Kabinett des neuen Premierministers Gordon Brown als Staatsminister im Foreign and Commonwealth Office (FCO) angehören werde. Seine Zuständigkeit umfasste Asien, Afrika und die Vereinten Nationen. Ende Juli 2009 trat er, nach eigenen Angaben aus persönlichen und familiären Gründen, von seinem Ministerposten zurück.
Seit 2010 ist Malloch Brown Chairman von FTI Consulting mit Sitz in Washington, D.C. Zum Jahresbeginn 2021 folgt er ehemaligen US-Diplomaten Patrick Gaspard als Präsident der Open Society Foundations nach.

## Auszeichnungen
2007 wurde er zum Knight Commander des Ordens des hl. Michael und des hl. Georg (KCMG) ernannt. Weiterhin wurde er am 9. Juli 2007 als Baron Malloch-Brown, of St Leonard's Forest in the County of West Sussex, zum Life Peer und damit auf Lebenszeit zum Mitglied des House of Lords ernannt.

## Privates
Er ist mit Patricia Malloch-Brown verheiratet und hat mit ihr vier Kinder.